# Otdeleniya N 3 OPJ KNIISJ
Otdeleniya N 3 OPJ KNIISJ (del ruso: Oтделения N 3 ОПХ КНИИСХ) es un posiólok del distrito Prikubanski de la ókrug urbano de Krasnodar del krai de Krasnodar, en el sur de Rusia. Está situado en las tierras bajas de Kubán-Azov, 9.5 km al norte del centro de Krasnodar. Tenía 64 habitantes en 2010.
Pertenece al municipio de Beriózovski.